# Anzjero-Soedzjensk
Anzjero-Soedzjensk (Russisch: Анжеро-Судженск) is een Russische stad in Siberië en het oblast Kemerovo met een inwoneraantal van 76 646 (14-10-10). Het ligt aan de Trans-Siberische spoorlijn en ligt ca. 3000 km ten oosten van Moskou.

## Geschiedenis
De stad werd in 1928 opgericht door de samenvoeging van de twee gemeenten Anzjerka (Анжерка) en Soedzjenka (Судженка). Anzjero-Soedzjensk kreeg stadsrechten in 1931 en heeft een museum van de lokale geschiedenis.

## Demografie
| Jaar | Inwoners |
| ---- | -------- |
| 1959 | 115 628  |
| 1970 | 106 165  |
| 1979 | 105 114  |
| 1989 | 107 951  |
| 2002 | 86 480   |
| 2010 | 76 646   |

## Economie
De belangrijkste economische activiteiten zijn mijnbouw (steenkool), de machinebouw en de chemische en farmaceutische industrie.
In de mijnsector van Anzjero-Soedzjensk werkten in de vroege jaren 1930 veel buitenlandse mijnwerkers die als economische migranten naar de Sovjet-Unie waren gekomen, waaronder een aantal afkomstig uit het Duitse Ruhrgebied. Voor deze gastarbeiders was in de stad hun eigen "kolonie" gebouwd. Bijna al degenen die niet waren teruggekeerd in 1935/1936, waren slachtoffers van de Grote Zuivering onder Jozef Stalin.